# Левин, Валериан Романович
Валериан Романович Ле́вин (1906—1988) — советский учёный и авиаконструктор. Лауреат Сталинской премии первой степени.

## Биография
Родился 17 (30 января) 1906 года. Учился на рабфаке во Владимире (1925—1928). Окончил два курса МВТУ имени Н. Э. Баумана (1928—1930), МАИ имени С. Орджоникидзе (1932) и аспирантуру там же (руководитель — академик Б. С. Стечкин).
С 1932 года занимался преподавательской деятельностью и по совместительству работал в научно-испытательном институте НИИ ВВС Красной Армии. В 1938 году защитил кандидатскую диссертацию по теме «Влияние температуры воздуха на работу авиационного невысотного карбюраторного двигателя».
В 1938—1986 годах — заместитель начальника ЦИАМ (до 1963 по научной части, затем по ракетным двигателям). Одновременно в 1942—1985 годах зав. отделом (лаборатории) 012.
Участник создания поршневых двигателей М-25, АМ-34, М-100 и др., мощных турбовинтовых двигателей (ТВД).
Доктор технических наук, профессор.
Умер 1 февраля 1988 года. Похоронен на Введенском кладбище (24 уч.).

## Награды и премии
- Сталинская премия первой степени (1951) — за работу в области машиностроения
- заслуженный деятель науки и техники РСФСР (1967).
- два ордена Ленина (в том числе 16.09.1945)
- орден Октябрьской Революции (1976)
- два ордена Трудового Красного Знамени
- медали